# 神奈川大学工学部航空宇宙構造研究室・宇宙ロケット部
神奈川大学工学部航空宇宙構造研究室・宇宙ロケット部 (かながわだいがくこうかくぶ こうくううちゅうこうそうけんきゅうしつ・うちゅうロケットぶ、Kanagawa Univ.Space Rocket Project) は、神奈川大学工学部機械工学科航空宇宙構造研究室と、神奈川大学に在籍の学生からなる学内研究プロジェクト（課外活動）である「宇宙ロケット部」の研究を合わせた総称。
自主開発したロケットの打ち上げ実験を主に行う。2014年に神奈川大学工学部を中心に発足し、2015年の能代宇宙イベントに参加。以後、毎年のように打ち上げ実験を行っている。。

## 活動目的
高野研究室では以下の研究テーマを掲げている
1. 超小型ロケットの研究・開発
2. 複合材料円筒の製作・座屈強度の研究・実験
3. ボルト締結体/接着継手の強度・信頼性向上のための研究
4. 3Dプリンタによる高強度・高剛性構造物の研究・開発
5. 低予算(低材料費)も目標の一つとなっている。[3]。

「宇宙ロケット部」では ハイブリッドロケットと呼ばれるロケットエンジンを用い、超小型衛星を打ち上げるための超小型ロケットの設計・開発を目的としている。

## 組織
神奈川大学工学部機械工学科航空宇宙構造研究室と課外活動団体「宇宙ロケット部」の2つの組織からなる。
- 神奈川大学工学部機械工学科航空宇宙構造研究室（高野研究室）は、工学部の一研究室が開発を行う。
- 宇宙ロケット部は工学部機械工学科航空宇宙構造研究室と共同して（工学部機械工学科航空宇宙構造研究室高野敦教授が指導者である）ロケットの本体・エンジンなどを開発している。
- 神奈川大学は大学宇宙工学コンソーシアム (UNISEC) に加盟している。[5]

## 活動内容
- ハイブリッドロケット打ち上げ実験

超小型ハイブリッドロケット(燃料にプラスチック樹脂・酸化剤に液体を使用するロケットであり、火薬を使用せず爆発などの危険が少ないとされる）を開発し打ち上げ実験を行っている。毎年、8月～10月能代宇宙イベント（参加しない年もある）、8～11月伊豆大島で単独実験を行うスケジュールである。
- 2017年9月には「3Dプリンタによる複雑形状燃料搭載・カーボン繊維強化軽量ハイブリッドロケット飛翔実験」を伊豆大島で実施した[7]。

| 日時           | 打ち上げ実験名称 | 実験内容                                                                         | 推定高度                                                                          |
| 2014年11月16日 | 伊豆大島単独実験 | *竹本丸打ち上げ*前山丸打ち上げ                                                   |                                                                                   |
| 2015年         | 能代宇宙イベント | 高野研究室・宇宙ロケット部打ち上げ                                               | 推定高度高野研究室3287ｍ、宇宙ロケット部2402ｍ                                    |
| 2016年10月13日 | 能代宇宙イベント | 高野研究室・宇宙ロケット部打ち上げ                                               |                                                                                   |
| 2016年12月3日  | 伊豆大島単独実験 | 榊原丸・舘山丸打ち上げ                                                           |                                                                                   |
| 2017年9月3日   | 伊豆大島単独実験 | *水上丸打ち上げ*萩原丸打ち上げ                                                   | 高野研究室4,779m                                                                  |
| 2018年10月6日  | 能代宇宙イベント | 「3Dプリンタによる星型フラクタル旋回形状燃料」搭載ハイブリッドロケット「福嶋丸」 | 高度6,204ｍ（確定値）(北海道大学CAMUIロケット推定8,300ｍに次ぐ大学国内2位の記録） |